# Cinder Ellen up too Late
Cinder Ellen up too Late est une comédie musicale burlesque écrite par Frederick Hobson Leslie (en) sous le pseudonyme AC Torr et WT Vincent, avec une musique arrangée par Meyer Lutz (en) à partir de compositions de Lionel Monckton, Sidney Jones, Walter Slaughter (en), Frank Osmond Carr, Scott Gatti, Georges Jacobi, J.A. Robertson et Léopold Wenzel. Des paroles supplémentaires ont été écrites par Basil Hood (en).
Le spectacle est une adaptation burlesque de la pantomime et conte de fées, Cendrillon.

## Historique
La pièce a d'abord été produite à Melbourne en Australie, au Princess's Theatre le 22 août 1891, puis à Sydney, le 5 octobre au Theatre Royal. Elle a ensuite fait ses débuts au Gaiety Theatre de Londres et s'est déroulé du 24 décembre 1891 au 9 juillet 1892 sur un total de 181 représentations.
Révisée et relancée en 1892, la production est dirigée par Walter Raynham, avec une chorégraphie de Katti Lanner et Willie Warde (en) et des costumes de William Charles John Pitcher (en). Nellie Farren (en) crée le rôle-titre en Australie ; à Londres, le rôle a été joué par Kate James puis Letty Lind (en). Dans la réécriture certains personnages sont abandonnés et de nouveaux introduits. Le casting comprend Sylvia Gray (en) dans le rôle de Linconzina et Florence Levey dans celui de Fettalana (les demi-sœurs), E.J. Lonnen (en) comme Prince Belgravia, Arthur Williams comme Sir Ludgate Hill et Fred Leslie (en) dans le rôle d'un serviteur. Adelaide Astor tient le petit rôle de Templina puis, plus tard celui plus important de Fettalana, et Topsy Sinden (en) effectue les danses. Lottie Collins (en) y chante sa chanson populaire, Ta-ra-ra Boom-de-ay (en).
Le titre était une « allusion ludique » au vrai prénom, Ellen, de la star du Gaiety, Nellie Farren. Après le retour d'Australie et avant l'ouverture de Cinder Ellen à Londres, Farren est atteinte d'une attaque de rhumatisme articulaire aigu qui aggrave sa maladie de la colonne vertébrale. Elle doit se retirer de la production londonienne. Sa maladie l'a progressivement paralysée et Farren a rarement joué après cela. Le retrait de Farren a laissé Kate James dans le rôle principal à Londres.

## Personnages
La liste suivante donne les noms de la distribution de Londres de 1891, suivie des noms de celle de 1892 :
- Cinder-Ellen – Kate James :  Letty Lind
- Linconzina – Sylvia Grey : Katie Seymour
- Fettalana – Florence Levey : Adelaide Astor
- Mrs Kensington Gore – Emily Miller : Miss Holmes
- Lord Taplow – Maud Hodson : Florence Lloyd
- Lord Eastbourne – Blanche Massey : Ethel Earle
- Lord Soho – Hetty Hamer : Louie Pounds
- Mrs Bayswater – Miss Kate Welwyn (seulement en 1892)
- Sir Peterborough Court – Violet Durkin : Maud Boyd
- Lord Whitefriars – Miss Dunville : Miss Farrington (appelée Lord Blackfriars in 1892)
- Sir Waterloo Bridge – Miss Norton : Lily Harold
- Catherina – Lilian Price
- Grazina – Maud Wilmot : Alice Gilbert
- Furnivalzina – Violet Monckton
- Griffina – Eva Greville : Bob Robina
- Templina – Adelaide Astor : Miss Maud
- Victorina – Lily McIntyre : Topsy Sinden
- Pages (version de 1892 uniquement) – Phoebe Carlo et Lilian Sedgewick
- Prince Belgravia – E. J. Lonnen : Maggie Duggan
- Sir Ludgate Hill –  Arthur Williams : Charles Danby
- Lord Leatherhead (1892 uniquement) : Fred Storey
- Charles Hollywell (1892 uniquement) : Arthur Playfair
- Peckham – Mr. Harris : Mr. Barry
- Gnorwood – Mr. Walker :  E. D. Wardes
- Footman : Mr. Hill
- Un serviteur : Fred Leslie